# Maestro della tela jeans

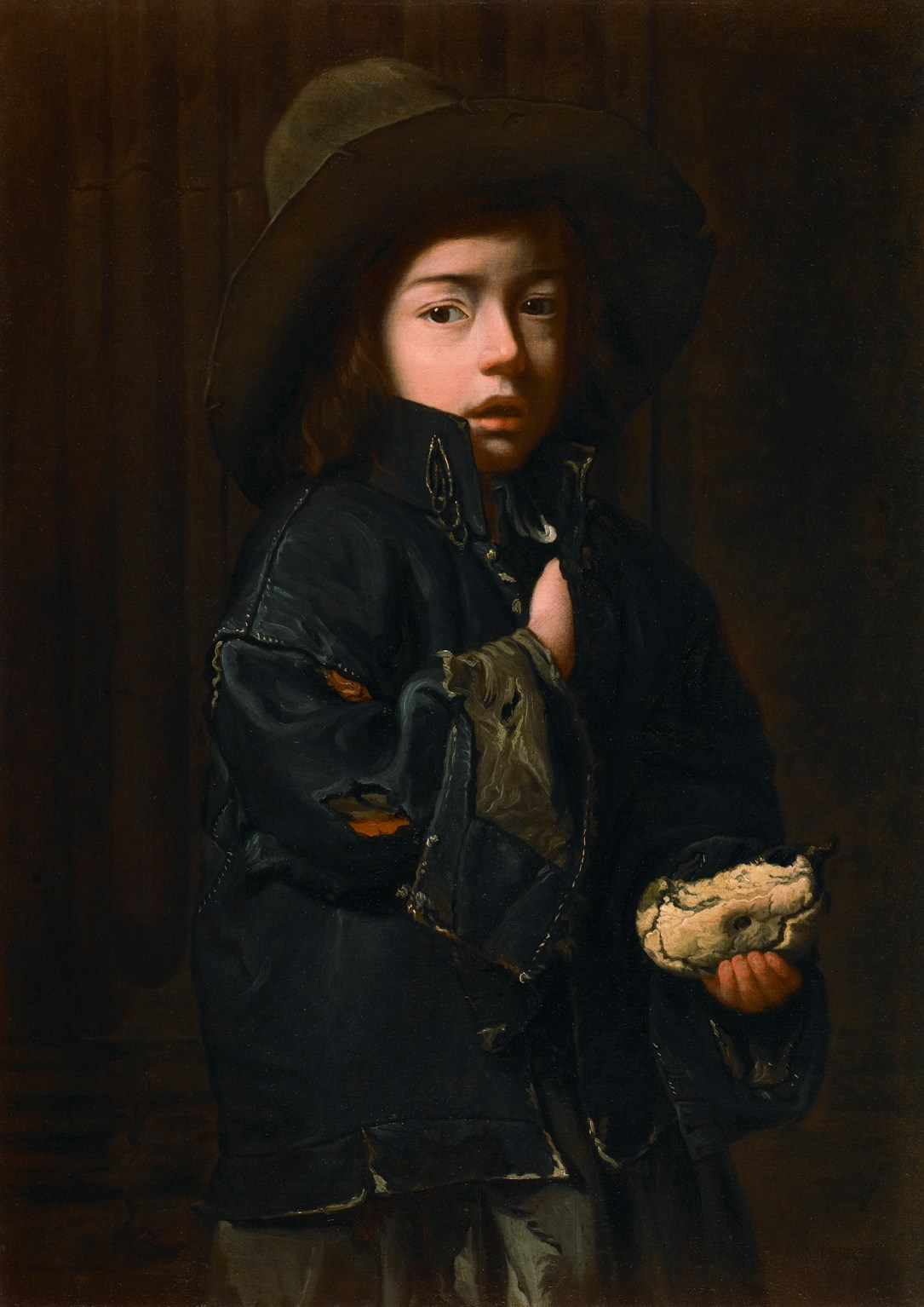
Piccolo mendicante

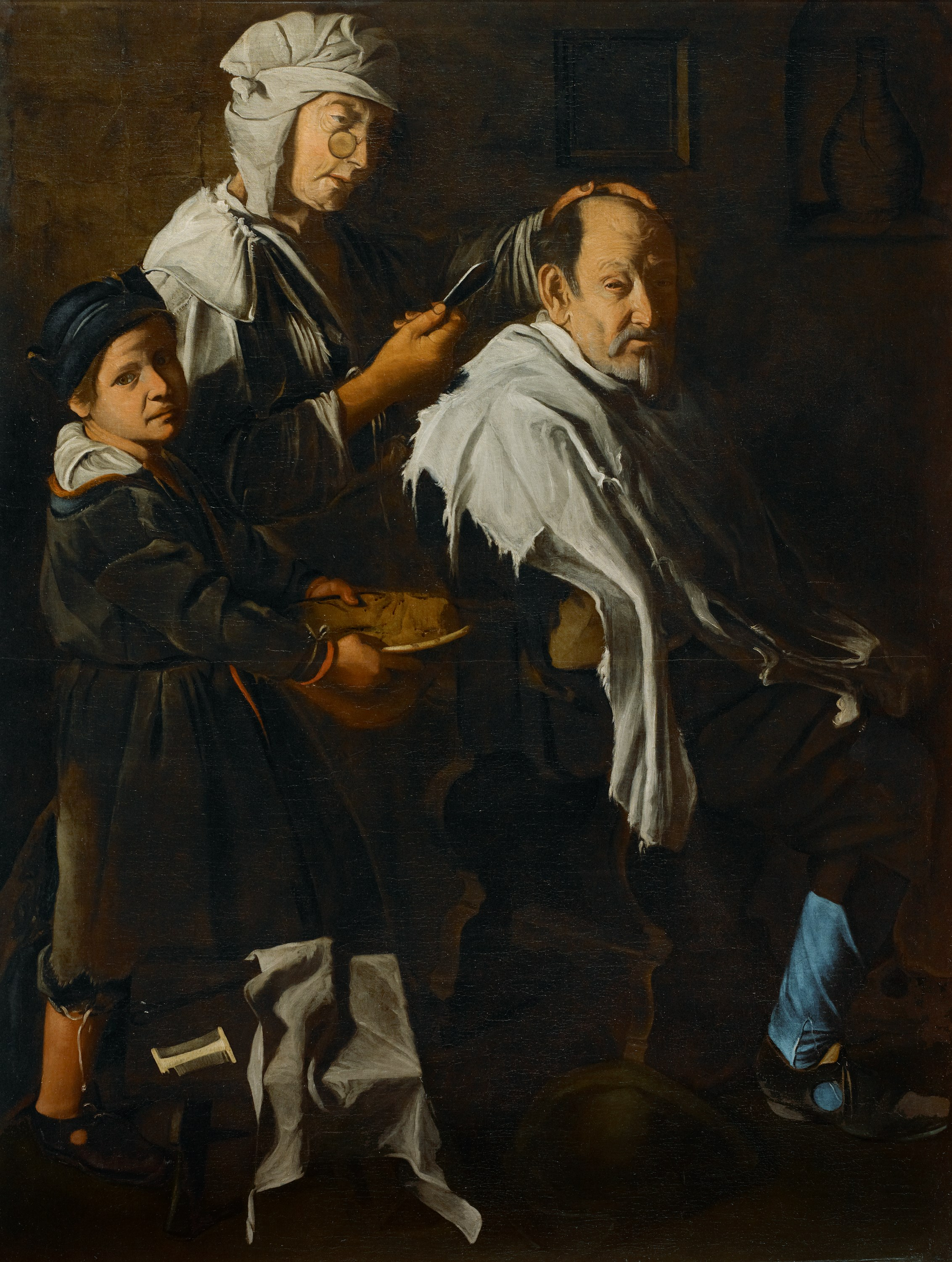
Barbiere

Il maestro della tela jeans o maestro della tela di Genova è stato un pittore anonimo attivo in Lombardia alla fine del XVII secolo.

## Biografia
Maestro della tela jeans è il nome dato per convenzione a un pittore attivo nel XVII secolo, al quale si attribuiscono, in base a considerazioni stilistiche o a elementi comuni o simili, alcune opere rimaste anonime.
L'epiteto della tela jeans deriva da una serie di quadri rappresentanti scene di vita di cui non si conosce l'autore e che costituisce la base per le attribuzioni successive. Oggi otto quadri gli sono attribuiti, e altri due sono in corso di attribuzione.
Ciascuno di questi quadri, eccetto uno, rappresenta un personaggio (madre che cuce con due bambini, ritratto di piccolo mendicante...) vestito di jeans, un tessuto color indaco (tinto col blu di Genova – blue jeans), la cui trama composta di filo bianco costituisce la struttura del tessuto conosciuto come "tela di Genova".

## Opere
- Il barbiere, olio su tela di 50 cm × 115 cm, Galerie Canesso, Parigi.
- Piccolo mendicante, olio su tela di 86 cm × 71 cm, (vedi immagine), Galerie Canesso.
- Il pasto frugale, Musée des Beaux-Arts di Gand, Galerie Canesso.
- Madre che cuce con due bambini, Galerie Canesso.